# Tiro ai Giochi della XV Olimpiade
Le competizioni di tiro ai Giochi della XV Olimpiade si sono svolte nei giorni dal 25 al 29 luglio 1952 al Malmi Shooting Range di Malmi Helsinki per le gare di tiro a segno e a Huopalahti per la gara di tiro a volo.
A differenza dell'ultima edizione di Londra 1948 sono state introdotte tre competizioni portando il numero delle competizioni a sette.

## Programma
| Tiro ai Giochi della XV Olimpiade | Tiro ai Giochi della XV Olimpiade | Tiro ai Giochi della XV Olimpiade | Tiro ai Giochi della XV Olimpiade | Tiro ai Giochi della XV Olimpiade | Tiro ai Giochi della XV Olimpiade | Tiro ai Giochi della XV Olimpiade | Tiro ai Giochi della XV Olimpiade | Tiro ai Giochi della XV Olimpiade | Tiro ai Giochi della XV Olimpiade | Tiro ai Giochi della XV Olimpiade | Tiro ai Giochi della XV Olimpiade | Tiro ai Giochi della XV Olimpiade | Tiro ai Giochi della XV Olimpiade | Tiro ai Giochi della XV Olimpiade | Tiro ai Giochi della XV Olimpiade | Tiro ai Giochi della XV Olimpiade | Tiro ai Giochi della XV Olimpiade |
| Eventi / Giorni                   | Luglio/Agosto 1952                | Luglio/Agosto 1952                | Luglio/Agosto 1952                | Luglio/Agosto 1952                | Luglio/Agosto 1952                | Luglio/Agosto 1952                | Luglio/Agosto 1952                | Luglio/Agosto 1952                | Luglio/Agosto 1952                | Luglio/Agosto 1952                | Luglio/Agosto 1952                | Luglio/Agosto 1952                | Luglio/Agosto 1952                | Luglio/Agosto 1952                | Luglio/Agosto 1952                | Luglio/Agosto 1952                | Luglio/Agosto 1952                |
| Eventi / Giorni                   | 19                                | 20                                | 21                                | 22                                | 23                                | 24                                | 25                                | 26                                | 27                                | 28                                | 29                                | 30                                | 31                                | 1                                 | 2                                 | 3                                 |                                   |
| --------------------------------- | --------------------------------- | --------------------------------- | --------------------------------- | --------------------------------- | --------------------------------- | --------------------------------- | --------------------------------- | --------------------------------- | --------------------------------- | --------------------------------- | --------------------------------- | --------------------------------- | --------------------------------- | --------------------------------- | --------------------------------- | --------------------------------- | --------------------------------- |
| Pistola 25 m                      |                                   |                                   |                                   |                                   |                                   |                                   |                                   |                                   | X                                 | Finale                            |                                   |                                   |                                   |                                   |                                   |                                   |                                   |
| Pistola 50 m                      |                                   |                                   |                                   |                                   |                                   |                                   | Finale                            |                                   |                                   |                                   |                                   |                                   |                                   |                                   |                                   |                                   |                                   |
| Carabina 50 m a terra             |                                   |                                   |                                   |                                   |                                   |                                   |                                   |                                   |                                   |                                   | Finale                            |                                   |                                   |                                   |                                   |                                   |                                   |
| Carabina 50 m tre posizioni       |                                   |                                   |                                   |                                   |                                   |                                   |                                   |                                   |                                   |                                   | Finale                            |                                   |                                   |                                   |                                   |                                   |                                   |
| Carabina 300 m tre posizioni      |                                   |                                   |                                   |                                   |                                   |                                   |                                   |                                   | Finale                            |                                   |                                   |                                   |                                   |                                   |                                   |                                   |                                   |
| Bersaglio mobile                  |                                   |                                   |                                   |                                   |                                   |                                   |                                   |                                   |                                   | X                                 | Finale                            |                                   |                                   |                                   |                                   |                                   |                                   |
| Fossa olimpica                    |                                   |                                   |                                   |                                   |                                   |                                   | X                                 | Finale                            |                                   |                                   |                                   |                                   |                                   |                                   |                                   |                                   |                                   |

## Podi
| Evento                                      | Oro               | Perform. | Argento         | Perform. | Bronzo                | Perform. |
| Tiro a segno                                |                   |          |                 |          |                       |          |
| Pistola 25 metri (dettagli)                 | Károly Takács     | 579      | Szilárd Kun     | 578      | Gheorghe Lichiardopol | 578      |
| Pistola 50 metri (dettagli)                 | Huelet Benner     | 553      | Ángel León      | 550      | Ambrus Balogh         | 549      |
| Carabina 50 metri a terra (dettagli)        | Iosif Sîrbu       | 400      | Boris Andreev   | 400      | Art Jackson           | 399      |
| Carabina 50 metri tre posizioni (dettagli)  | Erling Kongshaug  | 1164     | Vilho Ylönen    | 1164     | Boris Andreev         | 1163     |
| Carabina 300 metri tre posizioni (dettagli) | Anatolij Bogdanov | 1123     | Robert Bürchler | 1120     | Lev Vajnštejn         | 1109     |
| Bersaglio mobile (dettagli)                 | John Larsen       | 413      | Olof Sköldberg  | 409      | Tauno Mäki            | 407      |
| Tiro a volo                                 |                   |          |                 |          |                       |          |
| Fossa olimpica (dettagli)                   | George Genereux   | 192      | Knut Holmqvist  | 191      | Hans Liljedahl        | 190      |

## Medagliere
| Posizione | Paese            |   |   |   | Totale |
| --------- | ---------------- | - | - | - | ------ |
| 1         | Norvegia         | 2 | 0 | 0 | 2      |
| 2         | Unione Sovietica | 1 | 1 | 2 | 4      |
| 3         | Ungheria         | 1 | 1 | 1 | 3      |
| 4         | Stati Uniti      | 1 | 0 | 1 | 2      |
| 4         | Romania          | 1 | 0 | 1 | 2      |
| 6         | Canada           | 1 | 0 | 0 | 1      |
| 7         | Svezia           | 0 | 2 | 1 | 3      |
| 8         | Finlandia        | 0 | 1 | 1 | 2      |
| 9         | Svizzera         | 0 | 1 | 0 | 1      |
| 9         | Spagna           | 0 | 1 | 0 | 1      |
| Totale    | Totale           | 7 | 7 | 7 | 21     |